# Oleg Sakirkin

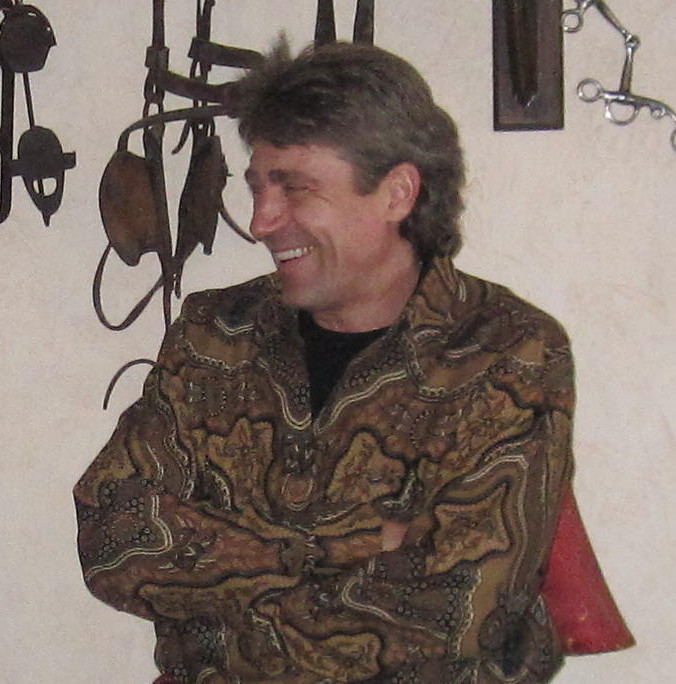
Oleg Sakirkin 2010

Oleg Jewgenjewitsch Sakirkin (russisch Олег Евгеньевич Сакиркин, engl. Transkription Oleg Yevgenyevich Sakirkin; * 23. Januar 1966 in Schymkent; † 18. März 2015 ebenda) war ein sowjetischer bzw. kasachischer Leichtathlet, der sich auf den Dreisprung spezialisiert hatte.
Bis 1992 vertrat Sakirkin international die Sowjetunion. Seinen ersten großen Erfolg feierte er bei den Leichtathletik-Weltmeisterschaften 1987 in Rom, als er im Dreisprung die Bronzemedaille hinter dem Bulgaren Christo Markow und dem US-Amerikaner Mike Conley Sr. gewann. Bei den Leichtathletik-Halleneuropameisterschaften 1988 in Budapest sicherte er sich den Titel. 1989 belegte er bei der Universiade in Duisburg den zweiten Platz, ebenso wie bei den Leichtathletik-Halleneuropameisterschaften 1990 in Glasgow.
1993 wurde Sakirkin, nun für Kasachstan startend, Zweiter bei der Universiade in Buffalo und bei den Leichtathletik-Asienmeisterschaften in Manila. Jeweils siegreich war er bei den Asienspielen 1994 in Hiroshima sowie bei den Zentralasienspielen 1995 in Taschkent und 1999 in Bischkek. Dagegen kam er bei den Leichtathletik-Weltmeisterschaften 1999 in Sevilla und bei den Olympischen Spielen 2000 in Sydney nicht über die Qualifikationsrunde hinaus.
Oleg Sakirkin war 1,82 m groß und hatte ein Wettkampfgewicht von 72 kg. Seine persönliche Bestleistung erzielte er 1989 mit 17,58 m bei einem Wettkampf in Gorky.